# Clavophilus maricaonus
Clavophilus maricaonus är en mångfotingart som beskrevs av Chamberlin 1950. Clavophilus maricaonus ingår i släktet Clavophilus och familjen Ballophilidae.
Artens utbredningsområde är Puerto Rico. Inga underarter finns listade i Catalogue of Life.